# Bataille de la Bérézina
Pour les articles homonymes, voir Berezina.
Sixième Coalition
Batailles
Campagne de Russie (1812)
- Liste des batailles
- Mir
- Moguilev
- Ostrovno
- Vitebsk
- Kliastitsy
- Smolensk
- 1re Polotsk
- Valoutina Gora
- Moskova
- Moscou
- Winkowo
- 2e Polotsk
- Maloïaroslavets
- Gorodnia
- Czaśniki
- Viazma
- Smoliani
- Krasnoï
- Bérézina

Campagne d'Allemagne (1813)
- Dantzig
- Lunebourg
- Möckern
- Lützen
- Bautzen
- Reichenbach
- Haynau
- Luckau
- Hoyerswerda
- Lauenbourg
- Goldberg
- Gross Beeren
- Katzbach
- Dresde
- Kulm
- Dennewitz
- Peterswalde
- Liebertwolkwitz
- Leipzig
- Hanau
- Sehested
- Torgau
- Hambourg

Campagne de France (1814)
- Sainte-Croix-en-Plaine
- Besançon
- Mayence
- Metz
- Saint-Avold
- 1re Saint-Dizier
- Brienne
- La Rothière
- Campagne des Six-Jours (Champaubert
- Montmirail
- Château-Thierry
- Vauchamps)
- Mormant
- Montereau
- Bar-sur-Aube
- Saint-Julien
- Laubressel
- Berry-au-Bac
- Craonne
- Coutures
- Laon
- Soissons
- Mâcon
- Reims
- Saint-Georges-de-Reneins
- Limonest
- Arcis-sur-Aube
- Fère-Champenoise
- 2e Saint-Dizier
- Meaux
- Claye
- Villeparisis
- Paris

- Feistritz
- Caldiero (en)
- Trieste
- Mincio

- Hoogstraten (de)
- Anvers
- Berg-op-Zoom
- Courtrai

La bataille de la Bérézina, également appelée passage de la Bérézina ou bataille de Borissov, eut lieu du 26 au 29 novembre 1812 près de la rivière Bérézina, aux alentours de la ville de Borissov (voblast de Minsk) dans l'actuelle Biélorussie, entre l'armée française de Napoléon Ier et les armées russes de Mikhaïl Koutouzov, de Wittgenstein et de Tchitchagov, durant la retraite de Russie qui marque la fin de la campagne de 1812.
Pour l'historien Jacques-Olivier Boudon, la bataille de la Bérézina est restée, à tort ou à raison, dans la mémoire collective française comme « le symbole le plus marquant de la campagne de 1812 ». Dans son ouvrage Napoléon et la campagne de Russie : 1812, il la définit comme une bataille victorieuse menée dans une campagne perdue : « En France comme en Russie, la campagne de Russie reste présente dans les esprits, même inconsciemment. Un mot la résume : « c'est une Bérézina », fréquemment utilisé pour caractériser une déroute sur le plan sportif ou électoral, alors que la bataille de la Bérézina est considérée comme une victoire militaire. C'est le signe qu'au-delà des combats de la campagne de 1812, le souvenir qui en est conservé est surtout celui de la retraite et de l'épreuve humaine qu'elle a représenté. Pour les Russes, la perspective est autre, puisque la campagne de 1812 marque avant tout pour eux une victoire et un sursaut national ».

## Contexte
Cinq mois après le franchissement du Niémen le 24 juin 1812, la Grande Armée bat en retraite et se trouve devant une rivière marécageuse, la Bérézina. Les armées russes comptent sur cet obstacle naturel pour bloquer l'armée de Napoléon et ainsi l'anéantir.
La retraite de Napoléon se fait dans de mauvaises conditions. L’hiver n'est pas précoce, la rivière n'est pas entièrement gelée. Exposée sur son flanc aux coups de l'armée de Wittgenstein, poursuivie par celle de Mikhaïl Koutouzov, et bloquée par la Bérézina dont l'armée de Pavel Tchitchagov maîtrise le pont de Borissov depuis la veille, la Grande Armée se trouve, le 22 novembre 1812 au matin, dans une situation désespérée.

## Déroulement
Le 23 novembre, les Russes attendent les Français à Borissov. Napoléon décide d'y organiser une manœuvre de diversion pour permettre le franchissement de la Bérézina 15 km en amont, face au village de Stoudienka (be), où le général Corbineau a identifié un passage possible. À cet endroit, la largeur de la rivière n'est que de 20 m et sa profondeur est de l'ordre de 2 m.
Le succès de l'opération passe par la très rapide construction de deux ponts à Stoudienka. Travaillant dans l'eau glacée les 26, 27, 28 novembre, les pontonniers néerlandais du général Jean-Baptiste Éblé utilisent le bois de l'enclos paroissial de l'église en bois de Stoudienka pour réaliser et entretenir ces deux ouvrages que la Grande Armée franchit le 26, dès 13 h, malgré l'opposition des trois armées russes.
Dans la nuit, Tchitchagov se rend compte de la manœuvre mais ne peut intervenir immédiatement. Lui, Wittgenstein et l'avant-garde de Koutouzov prennent l'offensive le 28 vers 8 heures du matin.
Le maréchal Victor, avec 10 000 hommes, défend toute la journée les hauteurs de Stoudienka face à l'armée de Wittgenstein, dont les effectifs se renforcent à mesure que le temps passe. Fournier emmène 800 cavaliers à la charge à de multiples reprises pour repousser la cavalerie et l'infanterie russes. Alors que la traversée s'achève, la nuit interrompt les combats et Victor en profite pour passer à son tour sur la rive droite.
Ce même jour (28 novembre), Tchitchagov attaque sur le côté droit. Là, la bataille se déroule dans une forêt de pins et se poursuit toute la journée du 28 : les maréchaux Oudinot et Ney à la tête de 18 000 vétérans dont 9 000 Polonais commandés par les généraux Józef Zajączek, Jean-Henri Dombrowski et Karol Kniaziewicz, culbutent les troupes de Tchitchagov qui se replie sur Bolchoï Stakhov, et font 1 500 prisonniers russes, ce qui permet à la Grande Armée de passer le fleuve. Pour que cette armée puisse se replier, le 126e régiment d'infanterie de ligne se sacrifie volontairement pour permettre aux éléments qui n'ont pas encore traversé de le faire, il n'y aura que quelques survivants.

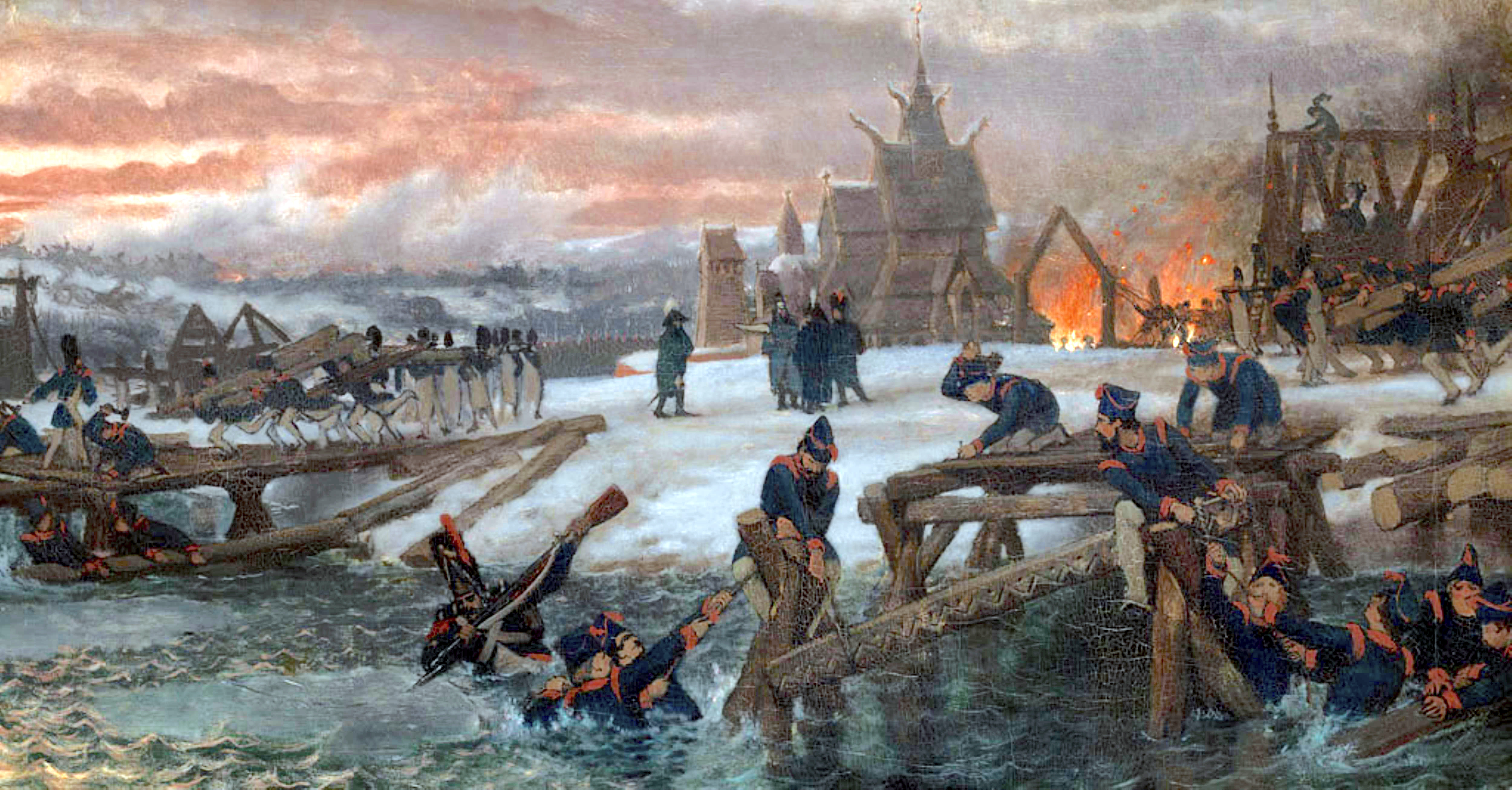
Les pontonniers du général Éblé.

Plus tard, alors que le gros de l'armée a déjà franchi la Bérézina, de nombreux retardataires sont encore sur l'autre rive. Éblé envoie plusieurs fois dire autour des bivouacs que les ponts vont être détruits dès l'aube du 29 pour protéger la retraite. Des voitures sont incendiées pour convaincre les retardataires de l'urgence à traverser, mais la plupart des traînards, épuisés, restent sourds à ces injonctions, préférant attendre le jour, voire être faits prisonniers.
Après avoir autant que possible reporté l'échéance, les deux ponts sont incendiés sur l'ordre de Napoléon entre 8 h 30 et 9 h. La rive gauche de la Bérézina offre alors le spectacle tragique d'hommes, de femmes et d'enfants se précipitant à travers les flammes des ponts ou tentant de traverser la rivière à la nage.
Parmi les 400 hommes qui ont construit les ponts, seuls le capitaine George Diederich Benthien, commandant des pontonniers, le sergent-major Schroeder et six de leurs hommes survivront à la bataille.
Les cosaques russes, trouvant le passage libéré après le départ de Victor, arrivent à 9 h 30. Ils s'emparent du matériel abandonné par la Grande Armée et font de nombreux prisonniers (les Russes prendront en tout environ 10 000 prisonniers).

## Conséquences

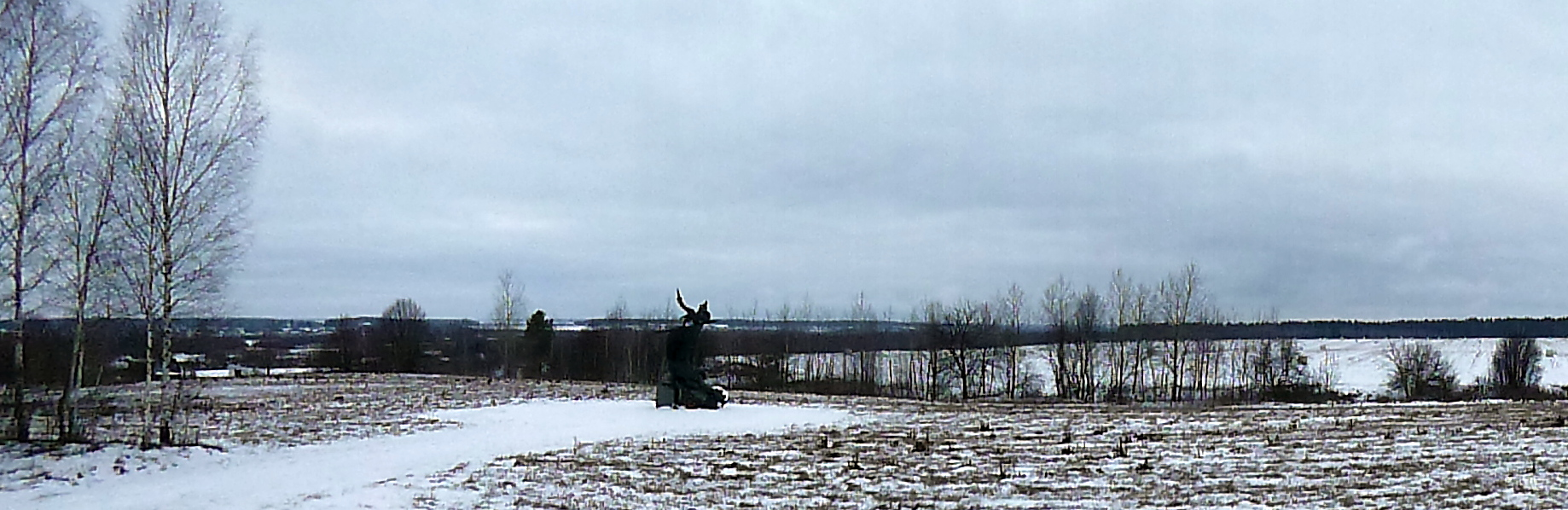
Panorama près de Stoudienka avec la Bérézina dans la vallée.

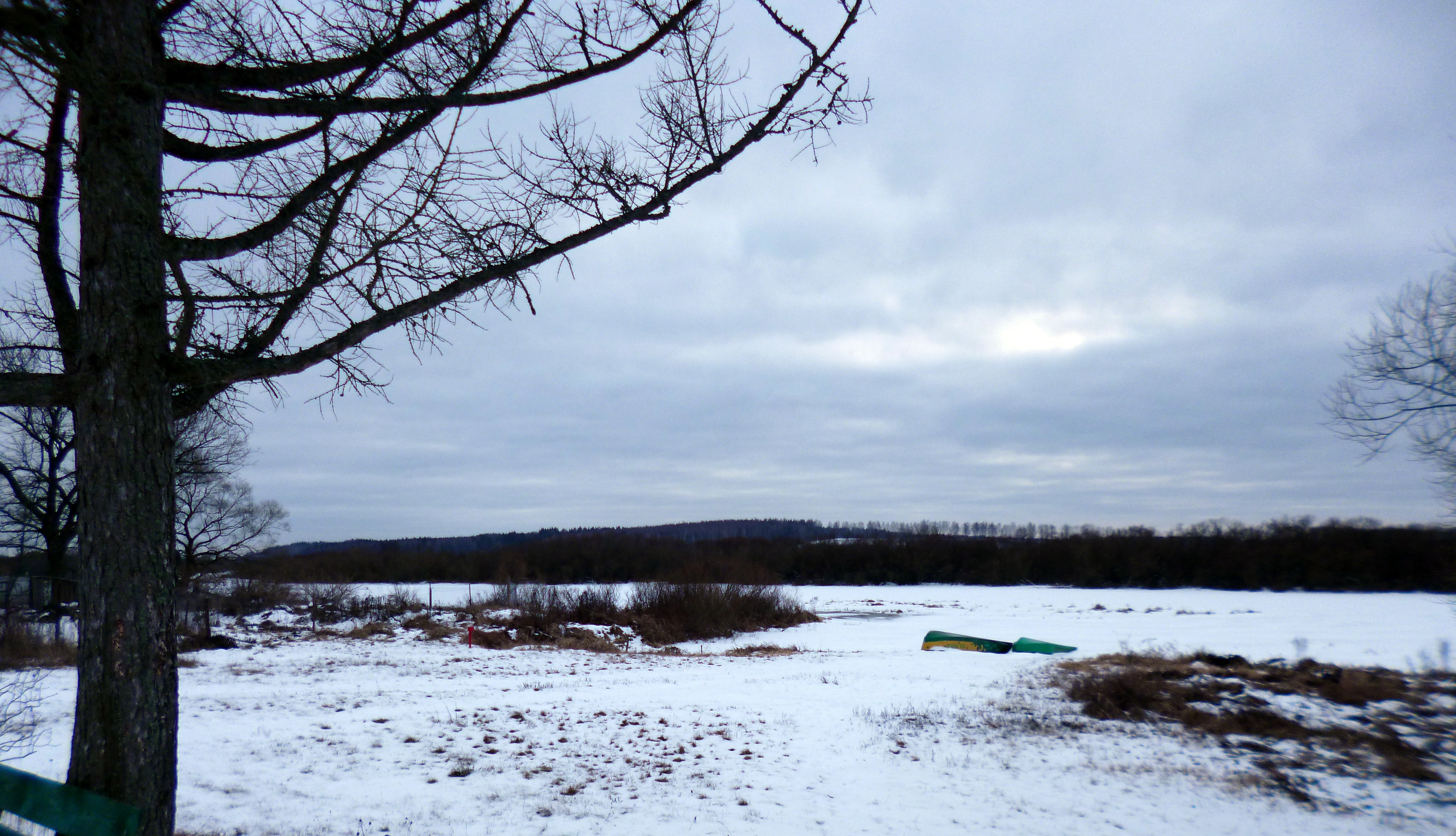
La Bérézina gelée à Stoudienka, à une vingtaine de kilomètres au nord de Borissov, en Biélorussie.

Même si la Grande Armée, grâce à cette victoire militaire, évite l'anéantissement, sa situation est critique après le passage de la Bérézina. Il n'y a guère plus que quelques milliers de soldats en état de combattre (surtout des grenadiers de la Vieille Garde), alors qu'environ 50 000 traînards se replient sur Vilnius. Lors de la bataille, les soldats français et polonais ont fait preuve d'une grande bravoure et d'un esprit de sacrifice : malgré leur supériorité numérique et leurs initiatives, les Russes n'ont pas réussi à anéantir l'armée impériale éprouvée par la retraite. Les formations combattantes, l'état-major et l'artillerie de la Grande Armée ont franchi la Bérézina, mais ce succès militaire a coûté de nombreuses pertes, évaluées à environ 45 000 morts ou prisonniers.

### La blessure
Ces œuvres et les récits terribles des soldats ont fait de la traversée de la Bérézina le symbole de la tragique retraite de Napoléon et de la débâcle que fut la campagne de Russie. Au point que les livres d'histoire français s'étendent très peu sur les deux campagnes suivantes (Allemagne et France) où le sort de la guerre a pourtant été sur le point de basculer à plusieurs reprises. La Bérézina est ainsi restée une profonde blessure dans l'imaginaire français, un désastre national au cours duquel la neige a enseveli les rêves de conquête de Napoléon. Le mot de « bérézina » est d'ailleurs passé dans le langage courant comme synonyme de déroute, d’échec cuisant, en dépit de la victoire de l'armée française lors de cette bataille.

### Littérature

La retraite de Moscou de Napoléon, peinture d'Adolphe Northen.

Cet épisode de l'histoire a inspiré de nombreux écrivains :
- Honoré de Balzac : dans la nouvelle Adieu, publiée en 1830, il met en scène une femme séparée du militaire français qu'elle aimait lors du passage de la Bérézina, et devenue folle depuis. Le héros Philippe de Sucy brosse le tableau le plus effrayant du passage de la Bérézina : « En quittant sur les neuf heures du soir les hauteurs de Studzianka (be)[9] qu'ils avaient défendues pendant toute la journée du 28 novembre 1812 le maréchal Victor y laissa un millier d'hommes chargés de protéger jusqu'au dernier moment deux ponts construits sur la Bérézina qui subsistaient encore (…) ». Il décrit ensuite les soldats mourant de faim qui tuent même le cheval de Philippe, pour se nourrir et la mort du mari de Stéphanie de Vandières, tué par un glaçon[10]. La bataille de la Bérézina et la retraite de Russie sont aussi évoquées dans La Peau de chagrin, où le grenadier Gaudin de Witschnau a disparu. Dans Le Médecin de campagne, Balzac donne la parole au commandant Genestas qui en fait un récit apocalyptique. Il décrit la débandade de l'armée : « C'était pendant la retraite de Moscou. Nous avions plus l'air d'un troupeau de bœufs harassés que d'une grande armée »[11]. On retrouve aussi cet affreux épisode guerrier dans le récit du général de Montriveau dans un recueil de nouvelles de Balzac : Autre étude de femme « L'armée n'avait plus, comme vous le savez, de discipline et ne connaissait plus d'obéissance militaire. C'était un ramas d'hommes de toutes nations qui allaient instinctivement. Les soldats chassaient de leur foyer un général en haillons et pieds nus »[12].
- En 1841, l’actrice Louise Fusil indique dans ses mémoires : À mon retour en France, lorsqu’on voulait me présenter ou me recommander à quelques puissants du jour, on employait cette formule : « Elle a passé la Bérézina ! »[13].
- Victor Hugo dans le poème L'Expiation, tiré des Châtiments, décrit la terrible souffrance de la Grande Armée, exprimée par cette complainte lancinante : « Il neigeait ».

- Léon Tolstoï dans Guerre et Paix (1864), dont l'épopée d'une famille russe au XIXe siècle est l'occasion d'illustrer l'impuissance de l'homme face aux caprices de l'Histoire.
- Patrick Rambaud : Il neigeait (2000), sur la campagne de Russie, de l'entrée à Moscou jusqu'au retour de Napoléon à Paris.
- Valéry Giscard d'Estaing imagine dans un roman uchronique, publié chez Plon en 2010 et intitulé La Victoire de la Grande Armée[14], que la bataille de la Bérézina n'a pas lieu et que Napoléon revient en vainqueur de la campagne de Russie[15].
- Deux siècles plus tard, alors qu'elle est perçue, à tort, comme une défaite française, l'historien Jean Tulard définit la bataille ainsi : « Berezina, victoire française 27-28 novembre 1812. Les clichés ont la vie dure. Le mot de Berezina continue à être employé en France pour signifier un désastre, une catastrophe. Au contraire, la bataille de la Berezina fut, dans des conditions difficiles, une victoire française illustrée par l'action héroïque du général Éblé. […] Napoléon et le gros de ses forces ont échappé à la manœuvre de Tchitchagov et de Wittgenstein qui laissent beaucoup d'hommes sur le terrain. Ce succès n'aurait pas été possible sans l'héroïsme du général Éblé et de ses pontonniers »[16] ; selon un ouvrage collectif intitulé La Bérézina : une victoire militaire consacré à rétablir la vérité historique auprès du grand public : « Le mot de Bérézina est devenu dans le langage courant synonyme de désastre. À tort »[17]. Lors d'une conférence de presse, Jean Tulard rappelle que l'amiral Tchitchagov a été limogé par le tsar à l'issue de cette bataille, signe que la manœuvre russe a échoué[1].

## Localisation précise
Un monument commémoratif de la bataille se trouve au sud du village de Stoudienka (be), aux coordonnées 54° 19′ 22″ N, 28° 22′ 15″ E.